# Paramimistena watanabei
Paramimistena watanabei är en skalbaggsart som beskrevs av Tatsuya Niisato 2002. Paramimistena watanabei ingår i släktet Paramimistena och familjen långhorningar. Inga underarter finns listade i Catalogue of Life.